# ミヤマオウム属
ミヤマオウム属（ミヤマオウムぞく、Nestor）は、鳥綱オウム目フクロウオウム科に分類される属。模式種はカカ。

## 分布
ニュージーランドに2種が現生する。ノーフォーク島（オーストラリア）では絶滅した。

## 分類
旧インコ科Psittacidae内では本属のみでミヤマオウム亜科Nestorinaeを構成していた。オウム目内では基盤的な系統とされ、フクロウオウム属とともにフクロウオウム科Strigopidaeに分類されるが、本属のみでNestoridae科を構成する説もある。
以下の分類・英名は、 IOC World Bird List (v14.2) に従う。
- Nestor meridionalis カカ New Zealand kaka
- Nestor notabilis ミヤマオウム Kea
- †Nestor productus キムネカカ Norfolk kaka（絶滅種）

## 画像

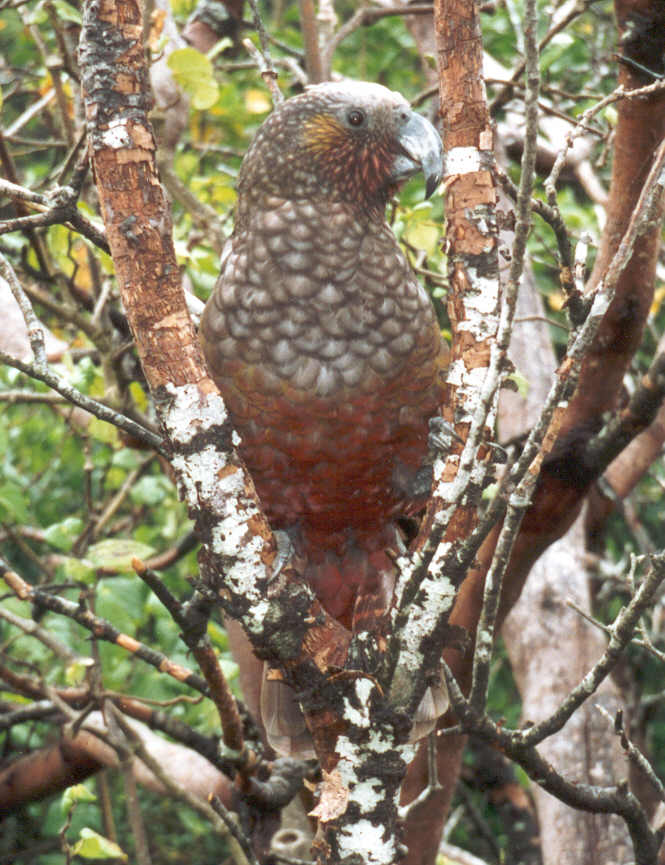
カカ Nestor meridionalis
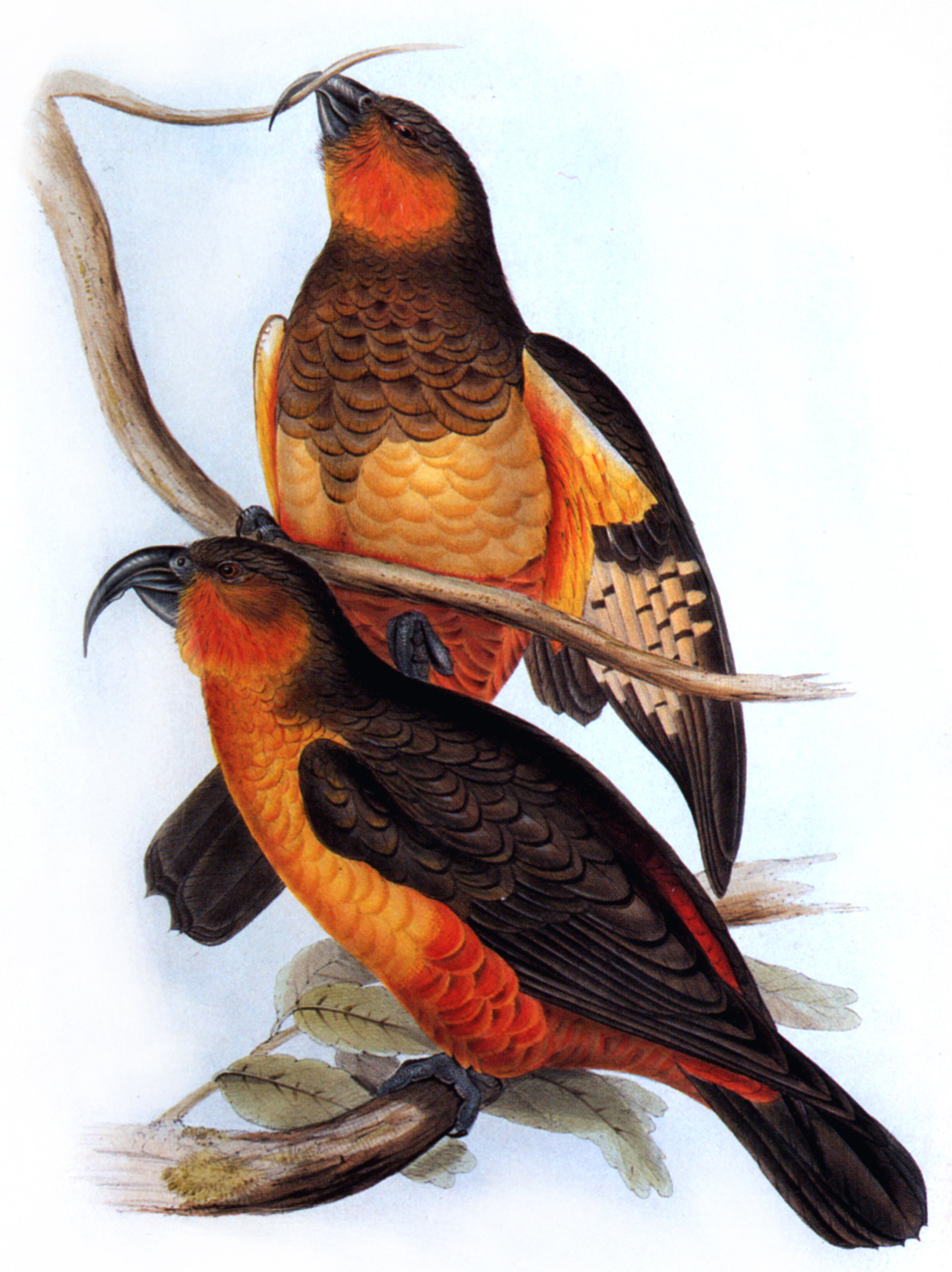
キムネカカ Nestor productus